# Celedonio Domeco de Jarauta
Celedonio Domeco de Jarauta, conocido como el "padre Jarauta" fue un sacerdote y militar español. Nació en Malón, provincia de Zaragoza, España, en 1814. Luchó en España por el bando carlista durante la Primera Guerra Carlista. Emigró a México cuando se dio la Intervención Estadounidense en México, es decir, entre 1846 y 1848. 
Con su experiencia en estrategias y técnicas militares europeas, logró organizar compañías de guerrilleros locales que hostilizaron a formaciones y convoyes militares estadounidenses. 
El 14 de septiembre de 1847 cuando las autoridades de la Ciudad de México habían desalojado la población y las fuerzas del general estadounidense Winfield Scott, después de la toma de Chapultepec, se aprestaban a tomar la capital de México, Domeco ayudado por otros sacerdotes extranjeros y militares mexicanos en desacuerdo con su gobierno, plantaron dura resistencia a los estadounidenses demorando la ocupación por lo menos 72 horas y forzando con ello la posibilidad de un acuerdo.
Luego de firmada la paz en el Tratado de Guadalupe Hidalgo con sus acuerdos territoriales, Celedonio Domeco de Jarauta se negó a acatarlos y licenciar a sus soldados y más bien se pronunció en Puebla contra la política del presidente Manuel de la Peña y Peña, sin embargo, fue capturado y ejecutado por tropas mexicanas al mando del general Anastasio Bustamante. Murió fusilado en las minas de Valenciana, Guanajuato, México en 1848.